# Османсько-перська війна (1603—1618)
Османсько-перська війна 1603—1618 років — збройний конфлікт між Османською імперією та сефевідським Іраном.

## Передісторія
Зазнавши поразки 1590 року у війні проти Османської імперії, іранський шах Аббас I Великий після підписання 1590 року Стамбульської угоди узявся за укріплення своєї армії. Скориставшись тим, що Османська імперія була втягнута до тривалої війни з Габсбургами, він сформував елітний корпус, що складався з людей, які підпорядковувались особисто йому — аналог турецьких яничарів. Коли 1603 року до нещасть, які переслідували Османську імперію, додалась ще і смерть султана Мехмеда III, шах Аббас вирішив відновити воєнні дії.

## Перебіг війни

### Перша фаза
У вересні 1603 року шах Аббас, який особисто очолив армію, за 12 днів здійснив перехід з Ісфахана в Тебриз, де виявив, що османський гарнізон пішов з міста. Повернувши Тебриз, іранська армія відвоювала Нахічевань, а після шестимісячної облоги взяла Єреван.
Незважаючи на важке становище на західних кордонах імперії, османський уряд розумів, що опиратись іранцям лише силами східних провінцій неможливо. На схід 1604 року була відряджена армія під командуванням Кигаладзе Сінан-паші. Останній вивив, що в результаті «тактики спаленої землі» прикордонна зона знелюдніла та втратила будь-які запаси продовольства. На зиму турецькі війська розташувались у Діярбакирі й Вані, зазнали там нападу іранців і були змушені відійти в Ерзурум. У травні 1605 року відбулась битва під Тебризом (Битва при Суфіані), в якій османська армія була розбита та залишила поле бою, залишивши більшу частину свого спорядження й запасів продовольства.
У наступні роки Османська імперія зосередилась на розв'язанні внутрішніх проблем у Малій Азії, а іранці виганяли османські гарнізони з решти турецьких опорних пунктів на Кавказі та в Азербайджані. Воєнні дії фактично завершились, а турки так і не змогли організувати хоч якусь оборону.
1610 року великий візир Куюджу Мурад-паша виступив у похід проти шаха Аббаса, але не зміг викликати того на бій, а у серпні 1611 року помер у Діярбакирі. За рік його наступник Насух-паша уклав із іранцями перемир'я, за умовами якого кордон між двома державами мав проходити там, де він був за умовами Амасьїнського миру 1555 року. Таким чином турки втрачали всі території, завойовані під час попередньої війни.

### Друга фаза
Перш ніж було ратифіковано мирну угоду, у турецького султана попрохали про захист двоє грузинських князів. Це спровокувало шаха Аббаса на удар, який турки витлумачили як порушення перемир'я. Окрім того, шах узяв під варту османського посланця при своєму дворі.
1614 року був страчений Насух-паша, який був прибічником миру з Іраном, а новим великим візиром став Кара Мехмед-паша. У серпні 1610 року великий візир на чолі великого війська підійшов до стін Єревана, однак облога завершилась невдачею, і Мехмед-паша був усунутий з посади. Після постійних сутичок з противником 10 вересня 1618 року османські війська потрапили у засідку поблизу Тебриза й утратили п'ятнадцять тисяч чоловік.

## Підсумки
Укладений у вересні 1618 року Серавський мир в цілому підтвердив угоду Насух-паші. Таким чином в результаті війни Іран повернув собі північно-західні райони країни, включаючи Закавказзя.